# Еллері Квін
Еллері Квін (англ. Ellery Queen) — творчий псевдонім двох американських письменників єврейського походження, кузенів: Фредеріка Даннея (Данні), справжнє ім'я та прізвище Даніель Натан (20 жовтня 1905 — 3 вересня 1982), і Манфреда Б. Лі, справжні ім'я та прізвище Емануель Леповскі (11 січня 1905 — 3 квітня 1971). 

## Біографії
Обидва народилися в Брукліні. Займалися літературно-видавничою діяльністю. У 1929 році для конкурсу в одному з журналів створили роман «Таємниця римського капелюха», опублікований того ж року під псевдонімом Еллері Квін. Твір виграв головний приз у розмірі 7500 доларів. У цьому романі вперше з'явився головний герой їхніх творів — молодий детектив Еллері Квін. Еллері — інтелектуал, який розслідує злочини, як правило, допомагаючи своєму батькові — інспектору поліції Нью-Йорка Річарду Квіну, причому «на відміну від традиційних детективних пар такого роду, роль Річарда виписано з достатньою повагою і доброзичливістю»
Співавтори також писали під псевдонімом Барнебі Росс (цикл, де в ролі детектива виступає глухий актор Друрі Лейн) і дозволили іншим авторам видати низку творів під обома цими своїми псевдонімами. Творчість Данні і Лі за стилем належить до «золотого віку детективу».

## Найвідоміші романи Даннея та Лі
- Під псевдонімом Еллері Квін:
  - The Roman Hat Mystery[en] (1929) — Таємниця зниклого капелюха
  - The French Powder Mystery[en] (1930) — Таємниця французького порошку
  - The Dutch Shoe Mystery[en] (1931) — Таємниця голландської туфлі
  - The Greek Coffin Mystery[en] (1932) — Таємниця грецького труни
  - The Egyptian Cross Mystery[en] (1932) — Таємниця єгипетського хреста
  - The American Gun Mystery[en] (1933) — Таємниця американського пістолета
  - The Siamese Twin Mystery[en] (1933) — Таємниця сіамських близнюків
  - The Chinese Orange Mystery[en] (1934) — Таємниця китайського апельсина
  - The Spanish Cape Mystery[en] (1935) — Таємниця Іспанської мису
  - The Lamp of God[en] (1935) — Світильник Божий
  - Halfway House[en] (1936) — Будинок на півдорозі
  - The Door Between[en] (1937) — Двері в мансарду
  - The Devil to Pay[en] (1938) — Розплата диявола
  - The Four of Hearts[en] (1938) — Четвірка чирв (в іншому перекладі — Серця чотирьох)
  - The Dragon's Teeth[en] (1939) — Зуби дракона
  - Calamity Town[en] (1942) — Нещасливе місто
  - There Was an Old Woman[en] (1943) — Жила-була стара
  - The Murderer is a Fox[en] (1945) — Вбивця — Лис
  - Ten Days' Wonder[en] (1948) — Чудо десяти днів
  - Cat of Many Tails[en] (1949) — Кіт з багатьма хвостами
  - Double, Double[en] (1950) — Дві можливості
  - The Origin of Evil[en] (1951) — Походження зла
  - The King is Dead[en] (1952) — Король помер
  - The Scarlet Letters[en] (1953) — Червоні літери
  - The Glass Village[en] (1954) — Скляне село
  - англ. Inspector Queen's Own Case (1956) — Розслідує інспектор Квін
  - The Finishing Stroke[en] (1958) — Останній удар
  - англ. The Player on the Other Side (1963)
  - англ. And on the Eighth Day (1964)
  - англ. The Fourth Side of the Triangle (1965)
  - англ. A Study in Terror (1966)
  - англ. Face to Face (1967) — Обличчям до обличчя
  - англ. The House of Brass (1968) — Будинок Брасса (в іншому перекладі — Латунний будинок)
  - англ. Cop Out (1969)
  - англ. The Last Woman in His Life (1970) — Остання жінка в його житті
  - англ. A Fine and Private Place (1971)
- Під псевдонімом Барнебі Росс:
  - The Tragedy of X — Трагедія X
  - The Tragedy of Y — Трагедія Y
  - The Tragedy of Z — Трагедія Z
  - Drury Lane's Last Case
- Інше:
  - англ. The Vanishing Corpse (1941) — Зникаючий труп[джерело не вказане 985 днів]
  - Невідомий рукопис доктора Вотсона[джерело не вказане 985 днів]